# 海爾德馬爾森號商船
海爾德馬爾森號商船，又譯蓋爾德麻爾森號商船、哥德馬爾森號商船（荷蘭語：Geldermalsen，讀音ⓘ）是一艘荷蘭東印度公司的商船，它最後一次航行時載著茶葉、瓷器和黃金，從中國廣州駛往荷蘭首都阿姆斯特丹。這艘船在航行了16天後，於1752年1月3日在南中國海觸礁，1月4日沉沒。英國尋寶人邁克爾·哈徹於1985年5月11日發現了沈船，打撈貨品後委託阿姆斯特丹的佳士得拍賣，佳士得稱為「南京船貨」（英語：Nanking Cargo），因此此船也被稱為「南京」號。其中瓷器拍得一千三百五十萬美元，創下瓷器拍賣史上第二高的紀錄。

## 建造
該船的建造始於1746年10月，由船主亨德里克·拉斯指揮。該船長45.7（150英尺），寬13公尺（42英尺），載貨量1,150公噸。九個月後，於1747年7月10日交付。該船名稱來自荷蘭東印度公司一位董事在海爾德馬爾森的家庭度假莊園。

## 最後一次航行
它最後一次航行的貨品包括686,997磅茶葉以及147塊金錠，203箱瓷器用來壓艙。茶葉是當時船上最值錢的貨品，但瓷器是後來打撈出來最值錢的物品。船上瓷器貨單如下：171套全套餐具（18-144人份），63,623個茶杯和茶碟，19,535個咖啡杯碟，9,735個巧克力杯碟，578個茶壺，548個牛奶壺，14,315個平底餐盤，1,452個湯盤，299個痰盂，606個嘔吐盆，75個魚缸，447個菜碟，1,000個圓形碗碟，195個奶油碟，2,563個碗碟，821個大啤酒杯，25,921個粥碗。該船配備了24門生鐵炮和2門青銅鑄炮，36支槍（步槍或手槍），100枚手榴彈，25支寬劍，27支長矛，3000磅火藥，18個鐐銬和24個手銬。它於1751年12月20日離開廣州，前往荷蘭首都阿姆斯特丹。它於1752年1月3日觸礁擱淺（它撞到的Stellingwerf海軍上將礁位於印尼廖內群島民丹島西南方約25英里），1月4日凌晨沉沒，全船112人中有32人獲救。

## 打撈
1985年5月11日，邁克爾·哈徹用了十週的時間，用聲納探測到了這艘沉船，並且將船上的貨物打撈出水——包括239,000件瓷器、125塊金錠共45公斤重，還有兩門刻有東印度公司縮寫字母VOC的青銅鑄炮。船上載的茶葉雖然干擾打撈時的視線，但在沈船時也吸收了衝擊力，使得多數瓷器沒有受損。在沉船旁邊找到的金錠是十兩大小，每個重364到371公克。有18塊是非常少見的鞋形金元寶，刻有一或兩個「吉」字，稱為「南京鞋」；其餘107塊是方形金條，底部略為凹陷如船，刻有「鼎元」、「元記」、「寶」等字。金錠在清朝不常作為貨幣使用，主要是作為商品以及出口。

## 拍賣

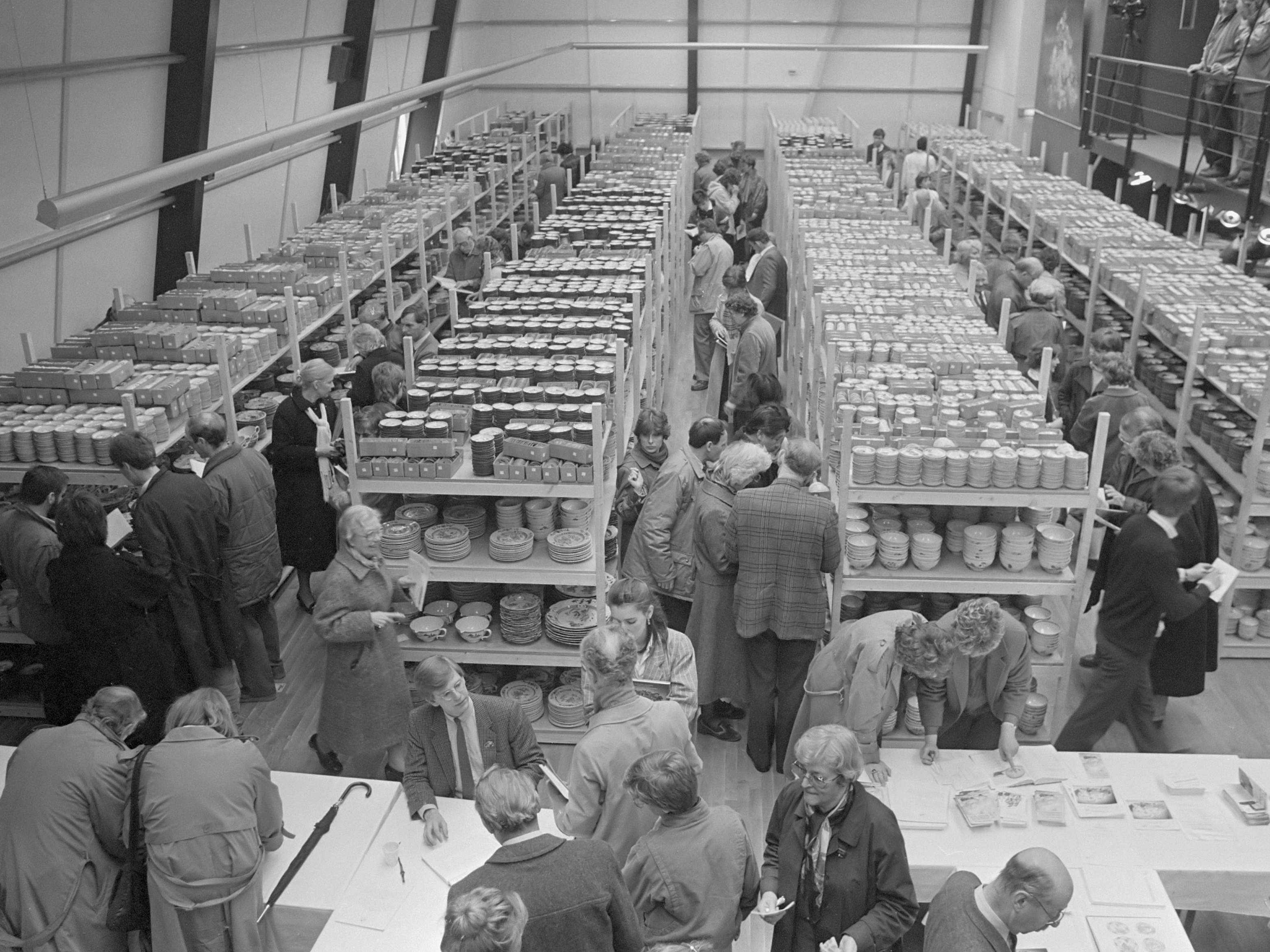
競拍者參觀佳士得拍賣會的中國瓷器

哈徹將打撈的貨品後委託阿姆斯特丹的佳士得拍賣，因為18世紀時南京是瓷器貿易的中心，佳士得決定將拍賣品稱為「南京船貨」（英語：Nanking Cargo）。佳士得製作了打撈過程的影片，送給分店及古董商，並對國際媒體舉行記者會，由哈徹展示部分拍賣品。1986年4月，佳士得舉行中國文物專場拍賣會，拍賣從船上撈出的15萬件中國瓷器以及金錠。中國國家文物局文物處準備了三萬美元，希望買回一些文物，但因起拍價格過高，在拍賣中空手而歸。這批瓷器共拍得一千三百五十萬美元，其中最高價是一套144人份的餐具，由一位瑞士收藏家以$332,707美元買下，一套120人份的餐具也以$261,475美元賣出。最高價的金錠是一個「南京鞋」，以$80,819美元賣出。

## 後續
荷蘭東印度公司於1795年破產後收歸國有，因此荷蘭政府提告，主張對於該船貨品的所有權。後來雙方以收益的10%庭外和解。
哈徹將一些瓷器碎片捐給格羅寧根博物館，美國藝術家黛安·K·W將館藏瓷器上的花紋轉印配上說明文字講述沈船的故事，她的創作於2014年在檀香山藝術博物館展出。

## 影響
受到該船文物的影響，中國與印尼針對水下文物而立法。中國1989年制定了《水下文物保護管理條例》。該條例規定，對於遺存於中國領海內的文物，均屬中國所有；對於遺存於中國領海以外的起源於中國的文物，中國享有辨認器物物主的權利。

## 文獻
1. 1 2 3  Wreck : ID Geldermalsen 1747 AD - 1752 AD （页面存档备份，存于）. Managing Cultural Heritage Underwate
2. 1 2 3 4 5 6 7  Nick Habermehl. Porcelain and gold bullion from Asia （页面存档备份，存于）. Shipwrecks & Lost Treasures
3. 1 2  The Geldermalsen wreck （页面存档备份，存于）. 澳大利亞國立博物館
4. 1 2  . 大英博物馆.   [2019-01-17]. （原始内容存档于2019-01-19）.
5. ↑  GELDERMALSEN EAST INDIAMAN 1746-1752 （页面存档备份，存于）. wrecksite.eu
6. ↑  . 明報. 2014-11-08  [2022-01-09]. （原始内容存档于2021-01-28）.
7. ↑  . 寧波文化遺產保護網. 2018-02-09  [2021-01-17]. （原始内容存档于2021-01-22）.
8. 1 2 3  . 佳士得.   [2019-10-07]. （原始内容存档于2019-09-16）.
9. ↑  . 中国文物信息网.   [2022-01-09]. （原始内容存档于2022-01-11）.
10. 1 2  揭秘：誰在盜撈南海海底沉沒的寶藏? （页面存档备份，存于）. 現代快報
11. 1 2  . 《紐約時報》. 1986-05-11  [2019-01-17]. （原始内容存档于2019-01-17）.
12. ↑  . 《基督科學箴言報》. 1986-02-08  [2019-10-07]. （原始内容存档于2019-09-25）.
13. ↑  . VOC site.   [2019-10-07]. （原始内容存档于2005-02-22） （荷兰语）.
14. ↑  . Orange Coast Magazine (Emmis Communications). June 1989: 92  [2019-01-17]. ISSN 0279-0483. （原始内容存档于2019-01-19）.
15. 1 2  Frank Pope. . Harcourt. 2007: 30–32  [2019-01-17]. ISBN 978-0-15-603329-9. （原始内容存档于2019-01-19）.
16. ↑  . Lloyd's list. 1751-1752. No. 1735. 1752年7月7日.
17. 1 2 3  陳雙雙. . 中國文化報. 2012年8月2日  [2019-01-16]. （原始内容存档于2019-01-17）.
18. ↑  Ellsworth Boyd. . 國家水下與海洋組織.   [2019-01-17]. （原始内容存档于2018-04-28）.
19. ↑  . 佳士得.   [2019-01-19]. （原始内容存档于2018-05-24）.
20. ↑  James P. Delgado. . . British Museum Press. 1997年: 288  [2019-01-18]. ISBN 978-0-7141-2129-1. （原始内容存档于2019-09-23）.
21. ↑  . 《華爾街日報》. 2013-12-01  [2019-10-07]. （原始内容存档于2019-09-17）.
22. ↑  Margaret Duffy. . Severn House/ORIM. 1 April 2015: 156  [2019-10-07]. ISBN 978-1-78010-690-8. （原始内容存档于2019-02-01）.
23. ↑  . VOC Shipwrecks.   [2019-01-19]. （原始内容存档于2008-06-14）.
24. ↑  Cribb, Joe. . The Numismatic Chronicle. 139. 1979年, 19: 209  [2019-10-07]. （原始内容存档于2019-01-19）.
25. ↑  At World's End—The Story of a Shipwreck: Works by Diane KW （页面存档备份，存于）. 檀香山藝術博物館
26. ↑  Brigitta Hauser-Schäublin; Lyndel V. Prott. . Routledge. 10 June 2016: 87  [2019-01-17]. ISBN 978-1-317-28183-2. （原始内容存档于2019-01-19）.

## 延伸閱讀
- Christie's. . Amsterdam: Christie's. 1986  [2019-01-18]. （原始内容存档于2019-09-20）.
- Hugh Edwards. . HarperCollins Publishers. 2000  [2019-01-18]. ISBN 978-0-7322-5885-6. （原始内容存档于2019-09-20）.
- Michael Hatcher; Antony Thorncroft. . London: Hamish Hamilton. 1987. ISBN 978-0241121177.
- C. J. A. Jörg. . Kemper. 1986  [2019-01-17]. ISBN 9789070295295. （原始内容存档于2019-09-19）.
- Colin Sheaf. . Phaidon Press. 1988  [2019-01-18]. ISBN 978-0-7148-8046-4. （原始内容存档于2019-09-26）.

## 外部連結
- 大英博物館所收藏該船的青花瓷器 （页面存档备份，存于）
- YouTube上的DE GELDERMALSEN WRECK 1752
- 佳士得拍賣目錄封面 （页面存档备份，存于）